# Discografia de Jarvis Cocker
A discografia solo de Jarvis Cocker, músico inglês, consiste em cinco álbuns de estúdio, seis singles e inúmeras colaborações com outros artistas. Ele é mais conhecido como fundador, vocalista e compositor da banda Pulp.
Ele também lançou sete álbuns de estúdio, um EP, 10 álbuns de compilação e 24 singles com o Pulp, e um álbum e dois EP com sua outra banda Relaxed Muscle, que formou com Darren Buckle. Esta discografia não contém trabalhos lançados por essas bandas.
Cocker embarcou em sua carreira solo depois que o Pulp entrou em um longo hiato em 2003.

## Álbuns

### Álbuns de estúdio
| 2006                                            | Jarvis - Lançamento: 13 de novembro de 2006 - Gravadora: Rough Trade - Formatos: CD, LP, download digital                                           | 37 | -  | -   | 93  | -  | -   | -  | 39 | -  | - [A]   | - BPI: Prata |
| 2009                                            | Further Complications - Lançamento: 18 de maio de 2009 - Gravadora: Rough Trade - Formato: CD, LP, download digital                                 | 19 | -  | -   | 190 | -  | -   | -  | -  | -  | 155 [B] |              |
| 2017                                            | Room 29 (com Chilly Gonzales) - Lançamento: 17 de março de 2017 - Gravadora: Deutsche Grammophon - Formato: CD, LP, download digital                | 88 | 43 | 140 | 90  | 49 | 161 | -  | -  | 80 | - [C]   |              |
| 2020                                            | Beyond the Pale (com Jarv Is) - Lançamento: 17 de julho de 2020 - Gravadora: Rough Trade - Formato: CD, LP, download digital                        | 11 | 28 | 107 | 136 | 85 | -   | 99 | -  | 55 | -       |              |
| 2021                                            | Chansons d'Ennui Tip-Top - Lançamento: 22 de outubro de 2021 - Gravadora: ABKCO - Formato: CD, LP, download digital                                 | -  | -  | -   | -   | -  | -   | -  | -  | -  | -       |              |
| 2022                                            | This is Going to Hurt: Original Soundtrack (com Jarv Is) - Lançamento: 21 de março de 2022 - Gravadora: Rough Trade - Formato: LP, download digital | -  | -  | -   | -   | -  | -   | -  | -  | -  | -       |              |
| "—" denota álbuns que não entraram nas paradas. | |    |    |     |     |    |     |    |    |    |         |              |

Notas
- A ↑ Jarvis também alcançou a 13ª posição na parada dos EUA Top Heatseekers e a 34ª posição na parada de Top Independent Albums.[15]
- B ↑ Further Complications. alcançou a posição # 5 na parada Top Heatseekers dos EUA, # 21 na parada Top Independent Albums e # 50 na parada Top Rock Albums.[15]
- C ↑ Room 29 alcançou a 10ª posição na parada de álbuns Classical Crossover dos EUA.[15]

### Álbuns de remixes
| Ano  | Detalhes |
| ---- | --- |
| 2021 | Remix Ed (com Jarv Is) - Lançamento: 26 de novembro de 2021 - Gravadora: Rough Trade - Formatos: LP, download digital |

## Extended plays
| Ano  | Detalhes                                                                                                  |
| ---- | --- |
| 2016 | Likely Stories - Lançamento: 20 de maio de 2016 - Gravadora: Rough Trade - Formatos: LP, download digital |
| 2020 | Suite for Iain & Jane - Lançamento: 4 de dezembro de 2020 - Gravadora: Rough Trade - Formato: LP          |

## Singles
| Ano                                             | Detalhes                                             | Posições nas Paradas | Posições nas Paradas | Álbum                 |
| Ano                                             | Detalhes                                             | UK                   | UK Indie             | Álbum                 |
| ----------------------------------------------- | ---------------------------------------------------- | -------------------- | -------------------- | --------------------- |
| 2006                                            | "Running the World" [A]                              | 48                   | —                    | Jarvis                |
| 2007                                            | "Don't Let Him Waste Your Time"                      | 36                   | 1                    | Jarvis                |
| 2007                                            | "Fat Children"                                       | 158                  | —                    | Jarvis                |
| 2008                                            | "Temptation" (com Beth Ditto)                        | 148                  | —                    | Single sem álbum      |
| 2009                                            | "Angela"                                             | —                    | —                    | Further Complications |
| 2009                                            | ""Further Complications."" / "Girls Like It Too" [B] | —                    | —                    | Further Complications |
| 2019                                            | "Must I Evolve?"                                     | —                    | —                    | Beyond the Pale       |
| 2020                                            | "Running the World" (com Kaiser Quartett)            |                      |                      | Single sem álbum      |
| 2020                                            | "House Music All Night Long"                         | —                    | —                    | Beyond the Pale       |
| 2020                                            | "Save the Whale"                                     | —                    | —                    | Beyond the Pale       |
| 2020                                            | "Jimmy"                                              | —                    | —                    | Single sem álbum      |
| 2021                                            | "Swanky Modes (Dennis Bovell Mixes)"                 | —                    | —                    | Remix Ed              |
| "—" denota álbuns que não entraram nas paradas. |                                                      |                      |                      |                       |

Notas
- A ↑ Single apenas de download digital. Nas paradas em 2019.
- B ↑ O lado A "Girls Like It Too" não apareceu no álbum Further Complications.

### Singles como artista convidado
| Ano  | Título                                                                        | Álbum                     |
| ---- | ----------------------------------------------------------------------------- | ------------------------- |
| 2003 | "I Picked a Flower" (The Nu Forest feat. Jarvis Cocker e The Pastels)         | The Last Great Wilderness |
| 2010 | "Synchronize" (Discodeine feat. Jarvis Cocker)                                | Discodeine                |
| 2011 | "Avalanche (Terminal Velocity)" (Boys Noize feat. Erol Alkan e Jarvis Cocker) | Single sem álbum          |
| 2017 | "Red Right Hand" (Iggy Pop feat. Jarvis Cocker)                               | Single sem álbum          |
| 2021 | "Straight to the Morning" (Hot Chip feat. Jarvis Cocker)                      | Single sem álbum          |
| 2021 | "Let's Stick Around" (Riton feat. Jarvis Cocker)                              | Single sem álbum          |

## Participações especiais
| Ano  | Título                                                                                   | Artista                          | Álbum                                                                   |
| ---- | ---------------------------------------------------------------------------------------- | -------------------------------- | ----------------------------------------------------------------------- |
| 1996 | "Ciao!" (Lush feat. Jarvis Cocker)                                                       | Lush                             | Lovelife                                                                |
| 1996 | "Set the Controls for the Heart of the Pelvis"                                           | Barry Adamson                    | Oedipus Schmoedipus                                                     |
| 1999 | "Drive Safely Darling"                                                                   | All Seeing I                     | Pickled Eggs and Sherbet                                                |
| 2000 | "Thinking About the New Millennium, Just Makes Me Wanna Come"                            | Vários Artistas                  | Millennium Thoughts                                                     |
| 2001 | "This Is Where I Came In"                                                                | Alpha                            | South EP                                                                |
| 2001 | "Everybody Loves the Underdog"                                                           | Vários Artistas                  | Mike Bassett: England Manager (Soundtrack from the Film)                |
| 2002 | "The Cheat" (Jarvis Cocker e Richard Hawley)                                             | Vários Artistas                  | Total Lee! The Songs of Lee Hazlewood                                   |
| 2003 | "Into U" (Richard X feat. Jarvis Cocker)                                                 | Richard X                        | Richard X Presents His X-Factor Vol. 1                                  |
| 2003 | "I Need Something Stronger" (Unkle feat. Brian Eno e Jarvis Cocker)                      | Unkle                            | Never, Never, Land                                                      |
| 2005 | "Do the Hippogriff" "This Is the Night", "Magic Works" (como parte de The Weird Sisters) | Patrick Doyle                    | Harry Potter and the Goblet of Fire: Original Motion Picture Soundtrack |
| 2006 | "I Just Came to Tell You That I'm Going" (com Kid Loco)                                  | Vários Artistas                  | Monsieur Gainsbourg Revisited                                           |
| 2006 | "I Can't Forget"                                                                         | Vários Artistas                  | Leonard Cohen: I'm Your Man - Motion Picture Soundtrack                 |
| 2006 | "A Drop of Nelson's Blood"                                                               | Vários Artistas                  | Rogue's Gallery: Pirate Ballads, Sea Songs, and Chanteys                |
| 2007 | "The Lion and Albert"                                                                    | Dave Boulter e Stuart A. Staples | Songs for the Young at Heart                                            |
| 2007 | "One Hell of a Party", "The Duelist" (Air feat. Jarvis Cocker)                           | Air                              | Pocket Symphony                                                         |
| 2008 | "Somewhere (A Place For Us)" (Marianne Faithfull feat. Jarvis Cocker)                    | Marianne Faithfull               | Easy Come, Easy Go                                                      |
| 2009 | "Fantastic Mr Fox AKA Petey's Song"                                                      | Vários Artistas                  | Fantastic Mr. Fox: Original Soundtrack                                  |
| 2014 | "What If We" (Marram feat. Jarvis Cocker)                                                | Marram                           | Sun Choir                                                               |
| 2014 | "Worship Me Now"                                                                         | Marc Almond                      | The Dancing Marquis                                                     |
| 2014 | "Eyes That Say "I Love You""                                                             | Vários Artistas                  | Beck Song Reader                                                        |
| 2015 | "The Battle Is Done With"                                                                | Vários Artistas                  | Joy of Living: A Tribute to Ewan MacColl                                |
| 2015 | "Completely Sun" (Pilooski feat. Jarvis Cocker)                                          | Pilooski                         | Isola                                                                   |
| 2017 | "Century"                                                                                | Feist                            | Pleasure                                                                |
| 2020 | "In the Bleak Midwinter" "Snow Is Falling In Manhattan"                                  | Chilly Gonzales                  | A Very Chilly Christmas                                                 |

## Como escritor ou músico de sessão
| Ano  | Artista                 | Álbum                                     | Contribuição |
| ---- | ----------------------- | ----------------------------------------- | --- |
| 1999 | All Seeing I            | Pickled Eggs and Sherbet                  | co-escritor em "Walk like a Panther", "First Man in Space", "Happy Birthday Nichola"                               |
| 2002 | Marianne Faithfull      | Kissin Time                               | "Sliding Through Life on Charm" co-escrito e tocado com Pulp, é creditado a Marianne Faithfull feat. Jarvis Cocker |
| 2004 | Nancy Sinatra           | Nancy Sinatra                             | escritor, percussão e produtor de "Don't Let Him Waste Your Time" e "Baby's Coming Back to Me"                     |
| 2005 | The Lovers              | The Lovers                                | co-escritor em "La Degustation", "Basque Country" and "Fred de Fred"                                               |
| 2006 | Charlotte Gainsbourg    | 5:55                                      | co-escritor da faixa-título                                                                                        |
| 2008 | David Byrne e Brian Eno | Everything That Happens Will Happen Today | guitarra não creditada                                                                                             |

## Outros
- The Trip (curadoria de Steve Mackey) (2006)
- Music From Jarvis Cocker’s Sunday Service (2019)
- This House is... tema de encerramento do filme The House (2022)

## Videoclipes
| Ano  | Canção                          | Diretores           | Álbum                    |
| ---- | ------------------------------- | ------------------- | ------------------------ |
| 2007 | "Running the World"             |                     | Jarvis                   |
| 2007 | "Don't Let Him Waste Your Time" |                     | Jarvis                   |
| 2009 | "Further Complications"         | Stephanie Di Giusto | Further Complications    |
| 2009 | "Angela"                        |                     | Further Complications    |
| 2017 | "Tearjerker"                    |                     | Room 29                  |
| 2017 | "The Tearjerker Returns"        |                     | Room 29                  |
| 2017 | "Room 29"                       | Jarvis Cocker       | Room 29                  |
| 2017 | "Clara"                         | Jarvis Cocker       | Room 29                  |
| 2020 | "House Music All Night Long"    |                     | Beyond the Pale          |
| 2021 | "Aline"                         | Wes Anderson        | Chansons d'Ennui Tip-Top |